# Centrodora speciosissima
Centrodora speciosissima är en stekelart som först beskrevs av Girault 1911.  Centrodora speciosissima ingår i släktet Centrodora och familjen växtlussteklar. Inga underarter finns listade.